# Sudden Sky
Sudden Sky es el cuarto álbum de estudio de la banda estadounidense de metalcore Crown the Empire. Fue lanzado el 19 de julio de 2019 a través de Rise Records y fue producido por Drew Fulk. Es el primer álbum de la banda que no presenta al vocalista Dave Escamilla desde su EP Limitless, quien dejó el grupo en enero de 2017. También es el último álbum que presenta al baterista de la banda Brent Taddie antes de que dejara la banda en enero de 2022.

## Antecedentes
El 27 de junio de 2019, el canal de YouTube de Rise Records lanzó un video titulado "Crown The Empire - The Making of the 'Sudden Sky' Cover del álbum". La portada fue diseñada a través de escaneos tridimensionales de cuerpo completo de todos los miembros de la banda, que el bajista Hayden Tree describió como "haciéndolos parecer una instalación de arte en una forma futurista en 3D". En el vídeo antes mencionado, el guitarrista Brandon Hoover explicó que las poses de cada miembro eran representaciones directas de las emociones que sintieron durante el proceso de creación del álbum:

"Andy [Rockhold] (vocalista, centro izquierda) siempre ha sido el que se ríe a través de toda la mierda, pero por dentro está luchando contra muchos demonios. [Hayden] Tree (bajista, centro derecha) siempre está avanzando ' porque tiene miedo de quedarse quieto. [Brent] Taddie (baterista, extremo derecho) siempre ha sido muy pasivo y reacio al cambio. Para mí (extremo izquierdo), este álbum se sintió como una caída libre; no tenía idea de si íbamos a caer sobre nuestros pies o estrellarnos y quemarnos". — Brandon Hoover

Tree también explicó en el video que el mensaje de la portada del álbum también se relaciona directamente con el título del álbum:

"El significado del álbum, Sudden Sky, es la idea completa de 'en un momento estás aquí y al momento siguiente, te has ido'. Eso también significa que la gente se vuelva más vulnerable, que se abra y sea quien es, que muestre sus lados malos, y eso es lo que estamos haciendo aquí con la portada de nuestro álbum". — Hayden Tree

## Lista de canciones
| N.º | Título                  | Duración |  |
| 1.  | «(X)»                   | 1:20     |  |
| 2.  | «20/20»                 | 4:01     |  |
| 3.  | «What I Am»             | 3:16     |  |
| 4.  | «Blurry (Out of Place)» | 3:20     |  |
| 5.  | «Red Pills»             | 3:46     |  |
| 6.  | «MZRY»                  | 4:04     |  |
| 7.  | «Under the Skin»        | 3:08     |  |
| 8.  | «SEQU3NCE»              | 3:18     |  |
| 9.  | «March of the Ignorant» | 3:36     |  |
| 10. | «Sudden Sky»            | 4:20     |  |

Notas
- "What I Am" está estilizada en minúsculas, mientras que la pista 4 tiene la palabra "Blurry" estilizada en mayúsculas y "Out of Place" en minúsculas.

## Posicionamiento en lista
| Lista (2019)                            | Posición |
| --------------------------------------- | -------- |
| Estados Unidos (Billboard 200)          | 190      |
| Estados Unidos (Independent Albums)     | 8        |
| Estados Unidos (Top Alternative Albums) | 15       |
| Estados Unidos (Top Hard Rock Albums)   | 13       |
| Estados Unidos (Top Rock Albums)        | 37       |
| Reino Unido (UK Rock & Metal Albums)    | 23       |

## Personal
Crown the Empire
- Andrew Rockhold - voz principal, teclados, programación, voz gutural en "20/20" y "Sudden Sky"
- Brandon Hoover – guitarra
- Hayden Tree - bajo
- Brent Taddie - batería, percusión